# Input/output completion port
Input/output completion port (IOCP) é uma API para entrada/saída assíncrona no Windows NT, AIX,  e Solaris.
No Windows, um objeto representando uma porta IOCP é criado e associado a um soquete de rede ou descritor de arquivo. Quando operações de entrada/saída são solicitadas no objeto, o sistema operacional as executa em threads separadas, e o término da operação é indicado através de troca de mensagens, que são enfileiradas na porta de IOCP. O requisitante da operação não é notificado, devendo consultar a fila de mensagens associada à porta.